# Nobuyuki Hanashi
Nobuyuki Hanashi (japanisch 葉梨 信行 Hanashi Nobuyuki; * 16. Dezember 1928 in der Präfektur Tokio; † 14. August 2021 in Toride, Präfektur Ibaraki) war ein japanischer Politiker (LDP). Er war von 1986 bis 1987 Minister für Selbstverwaltung.

## Biographie
Nach seinem Abschluss an der 6. Mittelschule (heute: Oberschule Shinjuku) der Präfektur Tokio und der Höheren Schule Mito (heute: Universität Ibaraki) studierte er an der naturwissenschaftlichen Fakultät der Universität Hokkaidō Mathematik. Obwohl er nicht die Absicht hatte, Politiker zu werden, ließ er sich von seinem Umfeld (sein Vater war der ehemalige Seiyūkai/…/LPJ-Abgeordnete für den SNTV-Viermandatswahlkreis Ibaraki 1, Shingorō Hayashi) überreden und beschloss, für ein Amt zu kandidieren. Als Teil seiner politischen Ausbildung arbeitete er eine Zeit lang als Sekretär von Fukuda Hajime.
Im Jahr 1967 wurde er schließlich im vierten Anlauf im 1. Wahlkreis Ibaraki zum ersten Mal zum Mitglied des Repräsentantenhauses gewählt und ist insgesamt 12 Mal in Folge gewählt worden. Bis zu seiner Ernennung zum Minister pendelte er mit dem Zug zwischen seinem Haus in Toride und dem Gebäude des Nationalrats.
Im zweiten Kabinett Kakuei Tanaka 1972/73 war er parlamentarischer Vizeminister für Arbeit, und nach einer Periode von Schwierigkeiten bei der Aufnahme in das Kabinett trat er im dritten Kabinett Nakasone 1986/87 erstmals als Minister für Selbstverwaltung und Vorsitzender der Nationalen Kommission für öffentliche Sicherheit auf. Seitdem war er Vorsitzender des LDP-Verfassungsforschungsausschusses und Präsident des Amtsenthebungsgerichts.
Während der Halbzeitwahlen stießen Hanashi und Toshio Nakayama bei Wahlen aus der Generation ihrer jeweiligen Eltern (Shingorō Hanashi und Eiichi Nakayama) aufeinander. Nach der Einführung des FPTP-Einmandatswahlkreissystems übernahm die LDP auf Vorschlag von Takehei Yamaguchi das costa-ricanische System, nach dem sich zwei LDP-Kandidaten Kandidaturen in den neuen Einmandatswahlkreisen abwechselnd teilen mussten, in diesem Fall die LDP-Kandidatur im neuen Wahlkreis Ibaraki 3, die 1996 an Nakayama ging, während Hanashi nur bei der Verhältniswahl antrat, bei der Wahl 2000 dann an Hanashi. Er erklärte daraufhin: „Ob die LDP Sitze im Parlament gewinnen kann oder nicht, hängt von den Bemühungen beider Parteien ab, und wir möchten miteinander kooperieren, um die Stärke der Partei zu erhöhen.“
Im Jahr 2000 wurde er mit dem Großkreuz des Ordens der Aufgehenden Sonne ausgezeichnet.
Im Jahr 2003 zog er sich aus der Politik zurück und übergab die LDP-Kandidatur in seinem Wahlkreis (erfolgreich) an seinen Schwiegersohn Yasuhiro.
Er starb am 14. August 2021 im Alter von 92 Jahren an Altersschwäche.

## Familie
Sein Vater war Shingorō Hanashi, der Ehemann seiner dritten Tochter ist Yasuhiro Hanashi – beide waren bzw. sind ebenfalls Mitglied des Repräsentantenhauses.